# Marea Lojă Feminină a României
Marea Lojă Feminină a României, cea mai veche masonerie feminină din lume este astăzi, ca și în trecut, o asociație legal constituită, putere masonică națională, independentă și suverană, practicând Ritul Scoțian Antic și Acceptat. După căderea comunismului Marea Lojă Feminină din România, a fost reaprinsă în anul 2000 și are în prezent peste 1000 de membre.

## Istoric
În 1883, Marele Maestru în exercițiu al Marii Loji Naționale, Constantin Moroiu, își inițiază cele două fiice în Loja Steaua Sudului, la Orientul Mangalia. Este începutul masoneriei de adopție în România. 
La 6 octombrie 1888, se înființează în Arad, sub Obediența Marii Loji Simbolice a Ungariei Loja Crdia. Idealurile masonice au fost promovate încă de la începuturi, Loja arădeană asumându-și o serie de activități caritabile pe care le-a diversificat în anii care au urmat și care au primit consistența prin crearea unei Loji de adopție numită Fundația Feminină de Binefacere. Loja Concordia a decis ca fondurile Fundației Feminine de Binefacere să fie folosite pentru construirea unui orfelinat modern, unde copiii să aibă condiții optime de trai. Acțiunile filantropice ale lojii Concordia au continuat cu înființarea unei cantine a săracilor din Arad. Conducerea acesteia a revenit femeilor membre ale Lojii de adopțiune controlată de Masonii din Loja Concordia. În anul 1897, preocuparea majoră a fraților din Lojile arădene a fost înființarea unei Loji feminine în orașul Lipova. 
În anul 1922, următorul Mare Maestru al Marii Loji Naționale a României, colonelul Ioan T. Ulic, acordă autonomie totală Lojilor Feminine de adopție și fondează la 1 martie 1922, Marea Lojă Feminină de Adopție Independentă. Acest demers a fost necesar deoarece Marea Lojă Națională a României va cere recunoașterea Marii Loji Unite a Angliei, care nu acceptă conlucrarea masonică mixtă și consideră mixitatea o încălcare a Constituțiilor lui Anderson. 
Initiațiva colonelului Ioan T. Ulic a fost o premieră mondială, consemnată în istoria Masoneriei ca fiind prima Mare Lojă Feminină Autonomă din Lume. Nu numai prioritatea absolută caracterizează Marea Lojă Feminină, dar femeile care aparțineau acestei Mari Loji au avut acces la gradele de perfecțiune. La Muzeul masonic din Râmnicu Vâlcea se găsește un șorț nominalizat Smaranda Maltopol, care făcea parte din Capitolul Steaua Dunării, având în consecință Gradul 18.
Datorită înființării acestei prime Mari Loje feminine, femeile au avut mai multe privilegii în România decât în restul Europei, ele primind  în 1927 dreptul de vot la alegerile locale, spre deosebre de cele din Spania în 1931 și Franța în 1945. 
Fondarea Marii Loji Feminine Independente din România, este menționată în publicația Paza din 9 octombrie 1923 și în raportul prezentat la Conventul Extraordinar al Asociației Masonice Internaționale din 1925. 
Femei de excepție ale societății și culturii românești au fost membre ale Marii Loji Feminine: Martha Bibescu, Agepsina Macri Eftimiu, Bucura Dumbravă, Zoe Pallade, Smaranda Colonel Maltopol, Claudia Milian-Minulescu, Mariana Huch, Elena Roza Prager ultima Mare Maestră, Georgeta Davidescu ultima Venerabilă a Lojii Steaua Orientului din București și membră a Capitolului Steaua Dunării. Numele altora se găsesc publicate în tabelul publicat de Toma Petrescu în Conspirația lojilor în 1941 și în volumul Ordinul Masonic Român, publicat de istoricul Horia Nestorescu-Bălcești.
În 1944, în momentul instaurării regimului comunist, Marea Lojă Feminină intră în adormire împreună cu celelalte Mari Loji românești, iar multe dintre membrele ei luând drumul exilului. 
Numai după trezirea generală a Masoneriei românești în anul 2000, supraviețuitoarele epocii ajutate de masoane inițiate la Marea Lojă Feminină a Franței, se reorganizează și reconstituie Loja Steaua Orientului fondată în 1922, Steaua Sudului fondată în 1883 și Steaua Dunării.
Marea Lojă Feminină de Adopție Independentă creată în 1922, își va schimba numele în anul 2000, în denumirea pe care o poartă acum, Marea Lojă Feminină a României.
În mai 2008 SCRELUX a procedat la reaprinderea și instalarea  Suveranului  Capitolul Feminin  Steaua Dunării. Fondat în 1922, în data de 23 martie 2010 SCRELUX instalează Aeropagul Feminin Hyperion în România și la 23 octombrie 2012 emite Marea Patentă autorizând crearea și instalarea Supremului Consiliu de Rit Scoțian Antic și Acceptat Feminin pentru România.
Ceremonia de instalare a SCFR și a Suveranului Mare Comandor Anca Nicolescu 33 va avea loc la Palatul Bragadiru la 15 decembrie 2012 în prezența a 10 Mari Suverani Mari Comandori din Europa și America.
Marea Lojă Feminină a României face parte din Lanțul Internațional Masonic CLIPSAS, este membru de onoare în CIMAS și este membru fondator al asociației Spațiul Masonic European, cu sediul la Bruxelles, întreținând relații de prietenie și colaborare cu multe alte Mari Loji din lume cu care a semnat peste 100 de tratate de amiciție.